# Army Wives
Army Wives es una serie televisiva estadounidense basada en el libro Under the Sabers: The Unwritten Code of Army Wives, de Tanya Biank.
La serie, rodada en los estudios de la ABC, se estrenó en el canal Lifetime (canal de televisión) el 3 de junio de 2007. Fue el mejor estreno de la cadena en sus 23 años de historia, y el espacio más visto en la franja de 10:00 p. m. a 11:00 p. m. desde diciembre para Lifetime. Recibió críticas positivas y varias nominaciones a distintos premios, incluyendo cinco premios de la ASCAP y un Gracie Allen Award.
La última temporada de Army Wives emitida en Estados Unidos fue la sexta, consistente en 23 episodios que se estrenaron el 4 de marzo de 2012. Al principio la cadena encargó 13 episodios y después hizo un pedido adicional de 10 en noviembre de 2011. Estos 10 restantes episodios se emitieron el 24 de junio, tras una parada de cinco semanas, y el final de la temporada fue el 9 de septiembre de 2012. El 21 de septiembre de 2012, la cadena anunció la renovación por una séptima temporada para ser emitida en 2013.
En España la serie se emitió desde el 14 de junio de 2010 por el canal de pago Cosmopolitan TV, con temporadas nuevas. En abierto fue la cadena privada Telecinco la que estrenó el 20 de agosto de 2011 en las madrugadas de los fines de semana, aunque la serie no se emitió completa.
Desde el 5 de julio de 2017, es La2 de TVE quien la ofrece en su totalidad y a diario por las mañanas (11h) de lunes a viernes. 

## Sinopsis
Army Wives cuenta la historia de cuatro mujeres y un hombre que comparten un vínculo común: su cónyuge pertenece al ejército y residen en una base militar estadounidense.
Pamela Moran es una expolicía que intenta mantener a flote a su familia en una difícil situación económica, además de tratar de ocultar su precaria situación a sus vecinos, y para ello se convertirá en madre de alquiler.
Denise Sherwood intenta mantener la imagen de la madre y esposa perfecta, aunque esto en ocasiones le suponga ocultar algún moratón ocasional.
Claudia Joy Holden es el modelo a seguir por las otras mujeres que buscan en ella una guía a seguir y respetar. Apoya a su marido Michael Holden en su carrera militar y espera que un secreto de su pasado no salga a la luz.
Roxy LeBlanc es una mujer que decide casarse con el joven soldado Trevor LeBlanc. Al mudarse a la exclusiva comunidad verá cómo no todas las demás mujeres le apoyan cuando descubren su estilo de vida.
A ellas se une Roland Burton, un hombre que vive en la base militar junto con su mujer, la soldado Joan Burton. Se unirá a este grupo de mujeres y compartirá con ellas sus problemas.

## Reparto

### Reparto principal
- Kim Delaney como Claudia Joy Holden.
- Catherine Bell como Denise Sherwood.
- Sally Pressman como Roxanne Marie "Roxy" LeBlanc.
- Wendy Davis como  COL Joan Burton.
- Brigid Brannagh como Pamela Moran (Temporadas 1-5; Recurrente temporada 6).
- Brian McNamara como Michael Holden.
- Sterling K. Brown como Dr. Roland Burton.
- Drew Fuller como Trevor LeBlanc.
- Katelyn Pippy como Emmalin Jane Holden (Temporadas 2-4; Invitada temporadas 5-6).
- Terry Serpico como  Frank Sherwood (Temporadas 3-actualidad; Recurrente temporadas 1-2).
- Kelli Williams como Jackie Clarke (Temporada 6-actualidad).
- Erin Krakow como Tanya Gabriel (Temporada 6-actualidad; Recurrente temporadas 4-5).
- Alyssa Diaz como Gloria Cruz (Temporada 6-actualidad).
- Joseph Julian Soria como Hector Cruz (Temporada 6-actualidad).
- Jesse McCartney como Tim Truman (Temporada 7).